# کوه تاپولائو
کوه تاپولائو (به لاتین: Mount Tapulao) یک کوه در فیلیپین است که در سنترال لوزون واقع شده‌است. کوه تاپولائو ۲٬۰۳۷ متر بالاتر از سطح دریا واقع شده‌است.